# アヴリル・マレー
アヴリル・マレー（Avril Malley、1957年4月15日 - ）はイギリスの柔道選手。北アイルランド出身。階級は72kg級。

## 人物
1978年のヨーロッパ選手権では72kg級で3位、無差別では3位に入った。1980年にニューヨークで初開催となった女子の世界選手権では72kg級で銅メダルを獲得した。1986年の世界選手権で5位なると、1987年の世界選手権でも5位になった。1988年のソウルオリンピック(公開競技)では7位だった。

## 主な戦績
- 1978年 - ドイツ国際　2位
- 1978年 - オランダ国際　優勝
- 1978年 - ヨーロッパ選手権　72kg級　3位　無差別　3位
- 1979年 - イギリス国際　優勝
- 1979年 - ヨーロッパ選手権　無差別　2位
- 1980年 - ドイツ国際　2位
- 1980年 - ヨーロッパ選手権　72kg級　3位　無差別　3位
- 1980年 - 世界選手権　3位
- 1981年 - ドイツ国際　3位
- 1981年 - イギリス国際　優勝
- 1984年 - イギリス国際　72kg級　3位　無差別　2位
- 1985年 - イギリス国際　72kg級　2位　無差別　2位
- 1986年 - 世界選手権　5位
- 1987年 - 世界選手権　5位
- 1988年 - ソウルオリンピック　7位